# Hurbanova Ves
Hurbanova Ves je obec na Slovensku, v okrese Senec v Bratislavském kraji. Žije zde 529 obyvatel.
Počátky obce se datují do období první republiky.